# اتصال AE
}}اتصال آ ای یک کابل ارتباطی زیر دریایی متعلق به شرکت Aqua Comms می باشد که ایالات متحده و ایرلند را به هم متصل می کند.
در ابتدا پروژه کابل Emerald Express نامیده می شد که توسط Emerald Networks مدیریت می شد و در نظر گرفته 
شده بود که شامل یک کابل فرود در ایسلند شود، اما پس از ناتوانی در تامین بودجه، مالکیت پروژه به مالک فعلی منتقل شد.
ساخت کابل در آوریل 2015 آغاز شد. طول این کابل 5536 کیلومتر است و بین ایستگاه های فرود در  شرلی ، ایالات متحده آمریکا و کیلالا، ایرلند واقع شده است. اتصال نهایی کابل در نوامبر 2015 ساخته شد و در ژانویه 2016 آماده سرویس شد.